# Tatu (gorila)

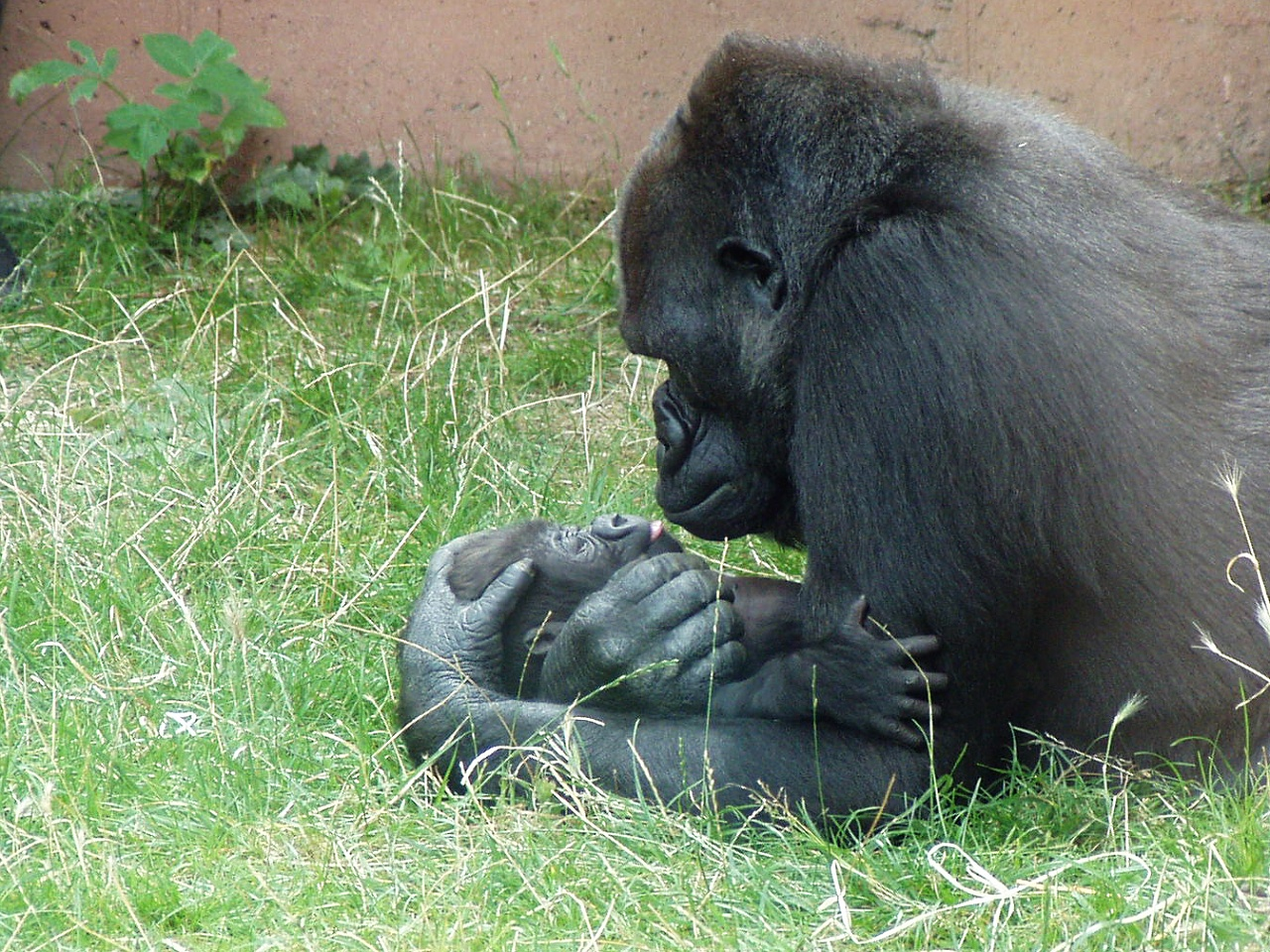
Tatu s tetou Shindou v srpnu 2007

Tatu (30. května 2007 v Praze – 27. července 2012) bylo druhé odchované mládě gorily nížinné v Česku. Narodilo se gorilám Richardovi a Kijivu ze Zoo Praha a jeho porod byl sledován online kamerami v rámci projektu Odhalení. V roce 2008 bylo pomocí testu DNA určeno, že jde o samečka.
Pokřtěn byl 13.10. 2007 a jeho kmotrou se stala zpěvačka Lucie Bílá. Jeden z významů jména Tatu ve svahilštině je „třetí“, což reflektuje pořadí mláďat ve skupině – několik týdnů před narozením Tatua totiž přišlo na svět mládě gorily Kamby, které však uhynulo při porodu. Ve skupině měl také starší sestru Moju, první gorilí mládě narozené v českých zoo.
Tatu tragicky zahynul při hře s lanem, na kterém se oběsil ráno 27. července 2012 poté, co ho rozpletl a omotal kolem krku. Nepomohla mu pomoc tlupy ani resuscitace pracovníky zoo. Jeho ostatky byly odeslány do Národního muzea Praha, v plánu bylo jeho zařazení do výstavy Archa Noemova po dokončení rekonstrukce Historické budovy muzea v roce 2013. Čtyři dny po jeho smrti byla pak oznámena další březost jeho matky Kijivu, která v prosinci téhož roku porodila samečka Nuru.